# 꽃동네
꽃동네(Kkottongnae)는 비영리 재단법인 '예수의꽃동네유지재단'과 재단이 운영하는 한국의 로마 가톨릭교회의 복지, 교육 기관들을 말한다. 1976년 11월 15일 충청북도 음성군의 무극천주교회 성당에 새로 부임한 오웅진 신부가 노인 최귀동을 만나면서 시작되었다.

## 계기
최귀동은 일제 강점기 때 강제 징용돼 병자가 되어 돌아온 자였다. 그러나 30여 년 동안 오히려 움막에 사는 다른 거지와 장애인들을 위해 밥을 얻어다 먹이며 살아가고 있었던 것이다. 오웅진은 성당에서 만난 최귀동을 뒤따라 갔다가 이를 목격하고 감명을 받는다. 이에 이들 18명을 위한 '사랑의 집'을 짓는다. 이후 1983년 9월 8일 본격적으로 370평 규모의 꽃동네 요양원을 준공한다. 최귀동은 1986년에도 한국가톨릭대상을 수상하며 받은 수상금 120만원을 꽃동네에 기부하여 '임종의 집'이 세워지는 계기를 마련하였다.

## 시설
대표적 장소인 충청북도 음성군의 '음성 꽃동네'는 부지가 2만 2500m2이며 수용 인원은 3,000명이다. 시설 현황은 정신요양원 · 부랑인요양원(1983년 9월 준공), 애덕의 집(1986년 10월 준공), 환희의 집(1985년 10월 준공), 서울시 중랑구의 신내노인요양원(1987년 10월 준공), 충청북도 옥천군의 옥천꽃동네성모노인요양원, 알코올중독요양원·인곡자애병원(1988년 10월 준공), 결핵요양원·심신장애인요양원(1990년 5월 준공), 성빈첸시오 천사의 집(1994년 5월 준공), 사랑의 연수원(1997년 5월 개원)이 있다.

### 교육
1999년 3월 충청북도 청주시에 가톨릭꽃동네대학교를 개교하였다. 꽃동네대학교는 가톨릭 이념과 꽃동네의 인간존중 사상을 바탕으로한 인재 양성을 위해 '꽃동네현도사회복지대학교'라는 이름으로 개교한 후 현재의 이름인 가톨릭꽃동네대학교로 교명을 변경하여 운영 중이다. 2011년 7월 12일에는 긴 교명으로 인한 혼란을 줄이고자 교명을 변경해 현재에 이르고있다. 학과는 사회복지학전공, 상담심리학전공과 간호학과가 존재한다. 2001년에는 충청북도 음성군에 '꽃동네학교'를 개교시켰다. 꽃동네학교는 지적장애아와 신체장애아를 위한 사립 특수학교이다.

## 시설 목록
| - 예수의꽃동네유지재단 : 서울시 중구 - 음성 꽃동네 : 충청북도 음성군, 1976년 개원 - 예수의 꽃동네 형제회 · 자매회 - 인곡자애병원 - 가평 꽃동네 : 경기도 가평군, 1989년 개원 - 노인요양원 평화의 집: 1994년 4월 12일 개원 - 환희의 집: 1993년 10월 7일 개원 - 노체안드리자애병원 - 강화 꽃동네 : 인천광역시 강화군 - 강화꽃동네노인요양원: 2010년 5월 3일 개원 | - 신내노인요양원: 서울특별시 중랑구, 1987년 7월 개원 - 서울꽃동네사랑의집: 서울특별시 종로구 - 옥천꽃동네성모노인요양원 : 충청북도 옥천군 - 꽃동네학교: 충청북도 음성군 맹동면. 2001년 3월 1일 개원 - 가톨릭꽃동네대학교: 충청북도 청주시 |

## 논란
1998년 꽃동네와 설립자 오웅진에 대한 토지의 불법 사유화 논란이 일었다. 이에 횡령, 배임 혐의로 검찰 수사로 이어졌다. 2003년에 6개월 동안 이뤄진 수사에서 꽃동네 관련 부동산이 312만 평이라는 점이 들어나기도 했다. 계속된 법정 공방 끝에 2007년 이 사건은 '무죄' 판결을 받는다.
교황에 방한 시점을 전후로 지하철 광화문역의 지하 통로 한 켠에는 꽃동네 광화문 농성장이 몇달째 상설로 운영되고 있었다. 꽃동네에서 누릴 수 없었던 외부 사회로의 불편한 접근성 보완, 존중받지 못하는 개인적인 일상 생활의 개선이 장애우들에 요구 사항이었다. 결국 2014년 8월 31일 KBS 2TV의 시사교양프로그램 추적 60분에서 오웅진 신부의 꽃동네 유한회사를 통한 횡령, 배임 의혹과 운영상의 문제를 다시 제기하였다.

## 같이 보기
- 한국의 로마 가톨릭교회